# 鄒石麟
邹石麟，字叔东，一字翼生。原籍浙江会稽。父治安，游幕山东，于是寄籍聊城。清朝政治人物。

## 生平
邹石麟少年入泮，才思风发，名躁一时。道光二十三年（1843年）中癸卯科举人，三十年（1850年）庚戌科会试，高中会元，殿试位列二甲49名，赐进士出身，改庶吉士，散馆授翰林院编修。咸丰八年（1858年），任顺天乡试同考官，又为文宗钦点监察御史，未及上任，戊午顺天乡试科场案爆发，朝廷严查，邹石麟因在覆勘考生平龄试卷时，发现诗中有七处错字，以为系誊录之笔误，遂随手改正，以违例罪名革职，永不叙用。此后返回山东，主聊城启文书院讲席，一年而卒。